# 박두석
박두석(1962년 4월 15일 ~ )는 대한민국의 소방공무원이다. 경북 문경 출생으로 문경공업고등학교 졸업을 거쳐 인하대학교 건축학과를 학사 학위하고 1988년 소방장학생 특채로 공직에 입문하였다. 서대문소방서장, 강남소방서장, 대통령실 정무수석실, 소방방재청 소방제도과장, 인천광역시 소방본부장, 경상북도 소방본부장, 중앙소방본부 소방조정관을 역임하였다. 2015년 11월 공무상 질병인 뇌출혈로 인하여 공무상 병가 및 휴직에 들어갔고, 2019. 11. 13부로 명예퇴직하였다.

## 경력
- 1988.06.01 소방장학생 특채
- 1998.11.07~1999.05.17 (소방경) 행정자치부 민방위재난통제본부 소방국 소방행정과
- 1999.05.18~2000.08.15 (지방소방령) 서울특별시 소방방재본부 예방과
- 2000.08.16~2002.05.19 (지방소방령) 인천광역시 소방본부 방호과
- 2002.05.20~2004.03.24 (소방령) 행정자치부 민방위재난통제본부 소방국 소방행정과
- 2004.03.25~2005.01.20 (지방소방정) 인천광역시 소방본부 방호과(과장)
- 2005.01.21~2008.03.06 (지방소방정) 서울특별시 서부, 서대문, 강남소방서(서장)
- 2008.03.07~2008.08.06 대통령실 정무수석실 파견
- 2008.08.07~2010.07.15 대통령실 정무수설실 파견 (연장)
- 2010.07.16~2011.03.10 (소방준감) 소방방재청 소방정책국 소방제도과(과장)
- 2011.03.11~2012.03.28 (소방준감) 인천광역시 소방본부장
- 2012.03.29~2013.05.08 (소방감) 경상북도 소방본부장
- 2013.05.09~2015.02.01 (소방감) 소방방재청 소방정책국장
- 2015.02.02~2019.11.13 (소방정감) 국민안전처 중앙소방본부 소방조정관 및 공무상 휴직 및 명예퇴직

## 학력
- 문경공업고등학교 졸업
- 인하대학교 건축학과 학사 졸업
- 연세대학교 대학원 방재안전관리학과 공학석사 졸업
- 서울시립대학교 대학원 재난과학과 박사과정 수료

## 상훈
- 2003. 11. 08 대통령 표창
- 2009. 05. 25 녹조근정훈장
- 2019. 11. 08 홍조근정훈장

## 언론기사
- 2014년 서울신문 공직열전 https://go.seoul.co.kr/news/newsView.php?id=20140324027007
- 2020년 소방방재신문 https://www.fpn119.co.kr/129273